# Sitophilus granarius
Sitophilus granarius, el gorgojo del trigo o gorgojo del grano es un insecto de distribución mundial y una de las plagas más destructivas de los granos de cereales.  Produce pérdidas en granos almacenados con descensos importantes en los rendimientos. Las hembras ponen un elevado número de huevos y las larvas se alimentan del interior de los granos. Era conocido por causar la denominada enfermedad del molinero.

## Identificación
Los adultos miden de 3-5 mm de longitud. Tienen hocicos alargados y boca masticadora. Su tamaño es variable dependiendo de los núcleos de los granos. En granos pequeños como el del mijo son pequeños. En el maíz son mayores. Los adultos son de color marrón rojizo  y carecen de signos distintivos. Los adultos no tienen la capacidad de volar. Las larvas carecen de patas, son encorvadas, blancas con la cabeza de color canela. En la etapa de pupa tienen probóscides como los adultos.

## Biología

### Ciclo vital
Las hembras ponen de 300 a 400 huevos, poniendo, normalmente, uno en el interior de cada grano. Todas las fases larvarias y de pupa se desarrollan en el interior del grano. Las larvas se alimentan del grano hasta la fase de pupa. Después, perforan el grano y salen al exterior. Pocas veces se les ve en el exterior del grano. El ciclo vital dura unas 5 semanas en verano. Con bajas temperaturas puede durar hasta 20 semanas. Los adultos viven hasta 8 meses.

### Comportamiento
Cuando los adultos se ven amenazados o son molestados recogen las extremidades pegándolas al cuerpo y fingen estar muertos. Los gorgojos hembra son capaces de detectar si un grano tiene ya un huevo de otra hembra, evitando poner un huevo en ese grano. Las hembras, para realizar la ovoposición, perforan un orificio, ponen un huevo y sellan el hueco con una secreción gelatinosa. Quizá sea esta secreción la razón por la que otras hembras saben que ya contiene un huevo. Así se asegura que la larva sobreviva. Se estima que una pareja de gorgojos puede generar 6 000 crías al año.

## Impacto humano
El gorgojo del trigo parasita los granos de varias especies, pudiendo poner huevos en trigo, avena, centeno, cebada, arroz y maíz. Es difícil estimar las pérdidas que causa en el trigo a nivel mundial por la dificultad de recoger y tratar toda la informarción necesaria para ello, especialmente en donde no se contabilizan las cosechas. Es una plaga difícil de detectar y, generalmente, todo el grano almacenado puede quedar inutilizado. Existen medios de control como plaguicidas, aromas repelentes y lucha biológica. Desde el punto de vista sanitario es una de las causas de la alveolitis alérgica extrínseca.

## Prevención y control
La higiene y las medidas de inspección son claves para evitar la infestación. El grano se debe almacenar en contenedores a ser posible metálicos (el cartón, incluso reforzado lo perfora el gorgojo con facilidad), con tapas herméticas, conservados en refrigeración o congelación y en pequeñas cantidades. La resistencia de los envases o contenedores dependerá del material usado, de su espesor y del sistema de cierre o costura de tales envolturas. Entre los materiales más resistentes están las películas policarbonadas, el poliéster, las hojas de aluminio, las películas de polietileno, el papel celofán y el papel kraft. Si hay sospechas de una posible infestación por el gorgojo se deben buscar minuciosamente adultos en agujeros en el centro del grano. Otra forma es la inmersión del grano en agua; en el caso de que flote puede indicar que la infestación existe. Aun cuando la infestación se detecte en fases tempranas, la destrucción puede ser la única solución eficaz.